# Snarøya kirke

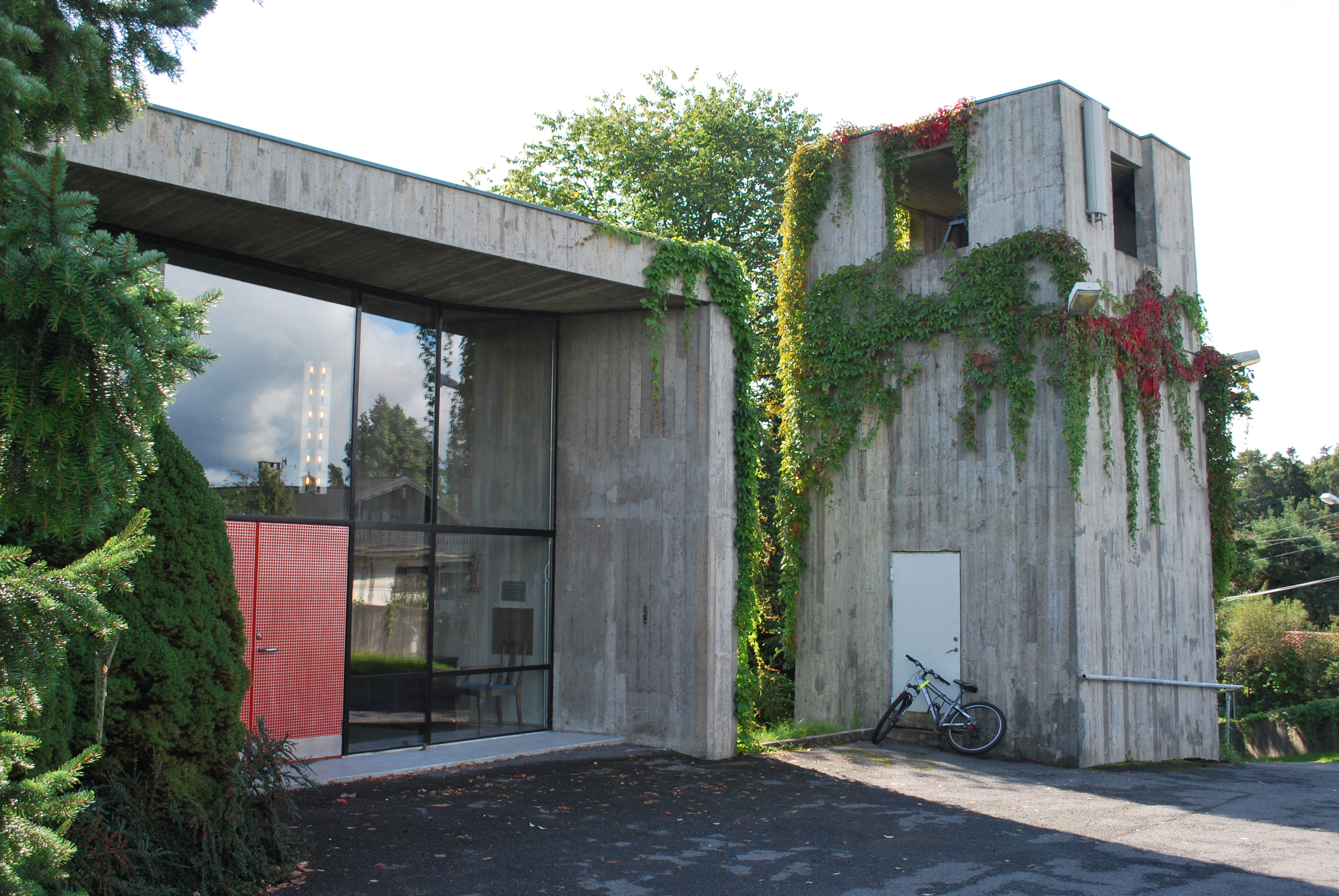
Eingang und Glockenturm

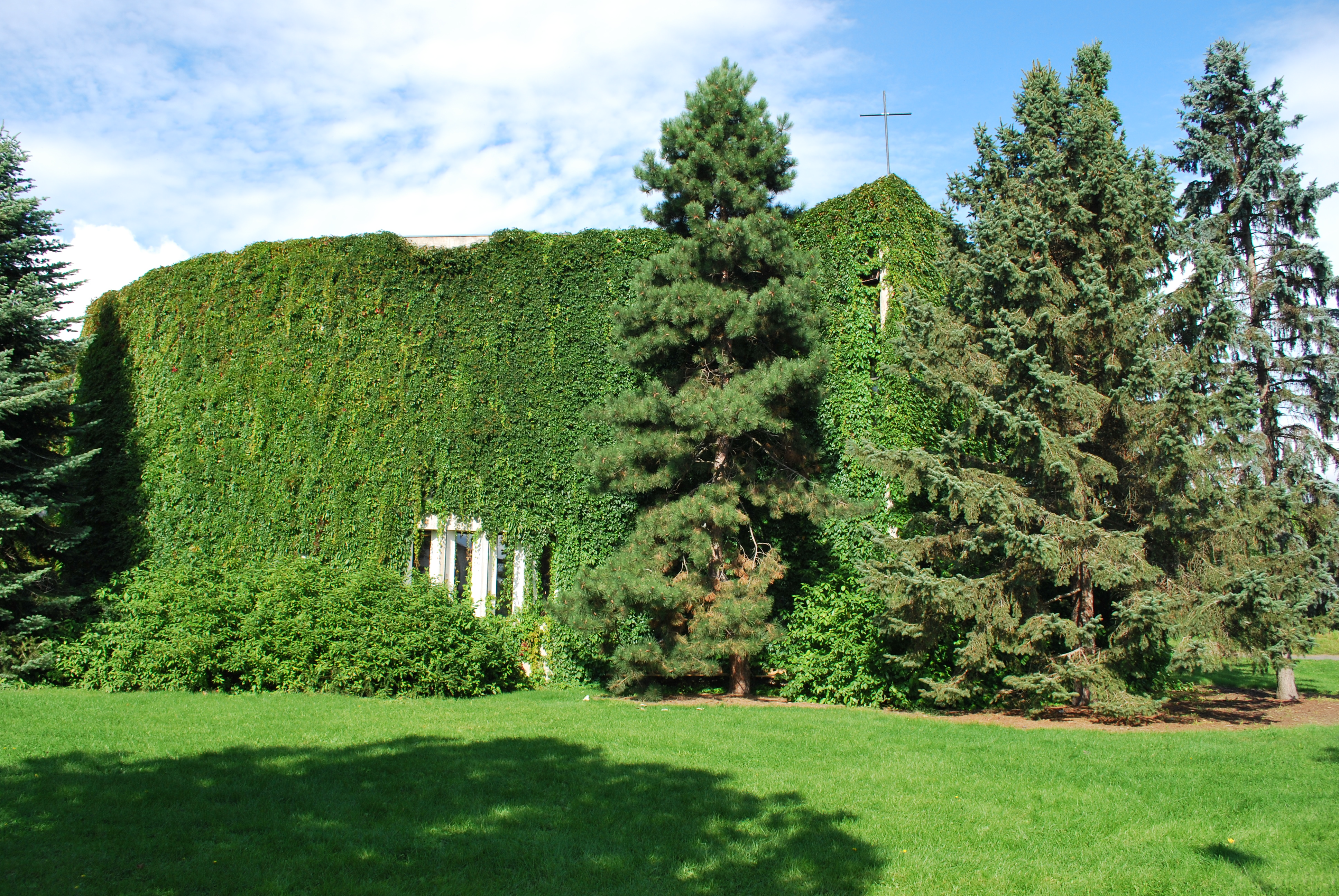
Südseite, September 2008

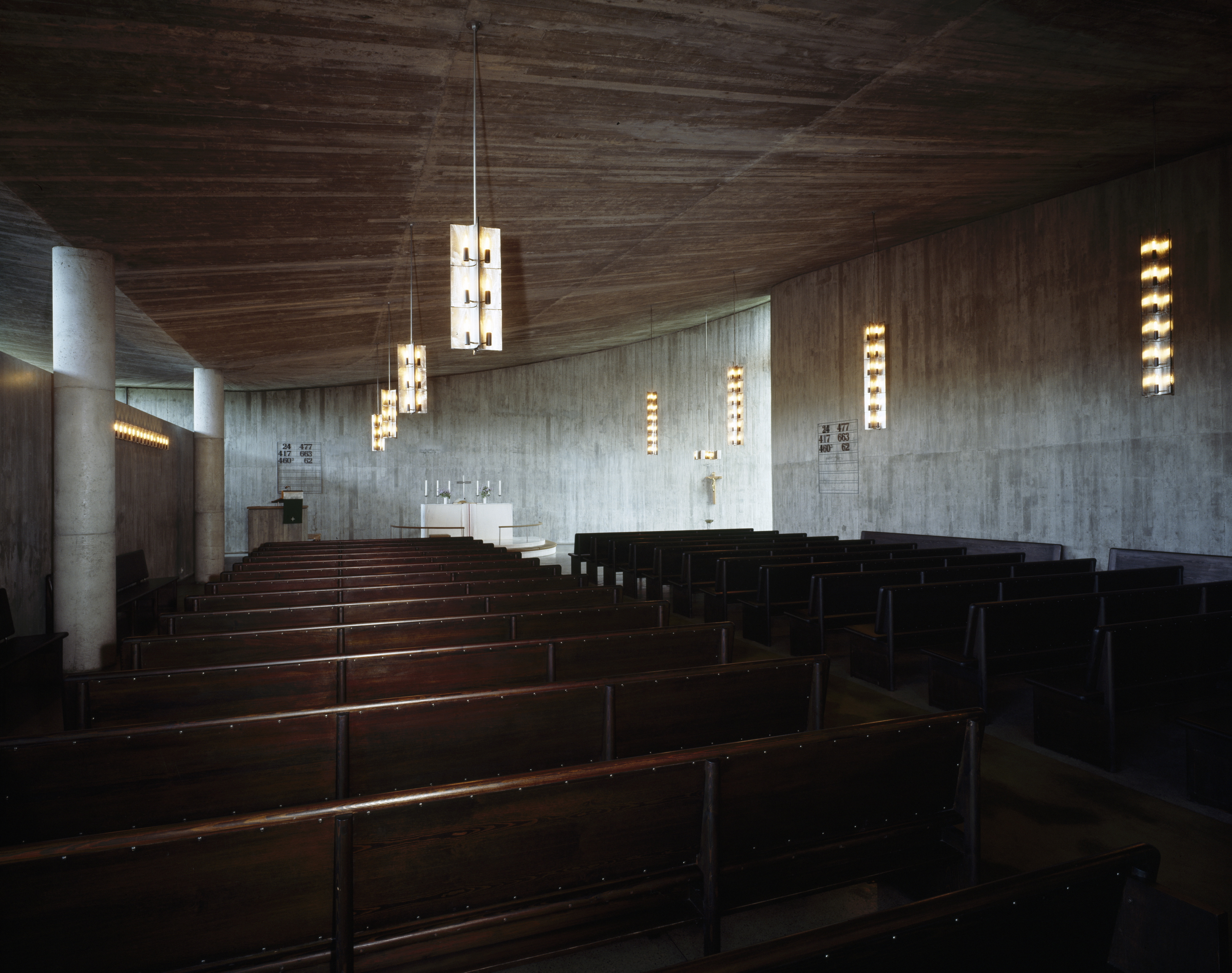
Innenansicht

Die Snarøya kirke ist eine evangelisch-lutherische Kirche der Norwegischen Kirche auf der Halbinsel Snarøya in Bærum, Akershus (westlich der norwegischen Hauptstadt Oslo). Sie wurde 1968 eingeweiht und ist ein Kulturdenkmal.

## Lage
Die Kirche liegt auf einer kleinen Anhöhe im Zentrum der Halbinsel Snarøya zwischen dem Snarøyveien im Westen und Norden sowie dem Mario Caprinos vei im Süden. Die Kirche ist geostet.

## Architektur
Das Bauwerk im Stil des Brutalismus wurde von den Architekten Odd Østbye (1925–2009) und Harald Hille (1921–2020) entworfen. Es wurde im Jahr 1985 mit dem renommierten „Betongtavlen“ ausgezeichnet. Der Architekturpreis zeichnet Bauten aus, bei denen Beton auf ökologische, ästhetische und technisch hervorragende Weise verwendet wird.  Der moderne Baustil entsprach den Vorstellungen der norwegischen Kirchenakademie (Norsk Kirkeakademi). Østbye hatte mit der Kirkelandet kirke 1958–1964 ein Kirchengebäude der Moderne in Kristiansund ausgeführt.
Das Baumaterial der Snarøya kirke ist Sichtbeton. Die Bretter der Schalung gaben dem Beton innen und außen seine Oberflächenstruktur. Die Kirche hat geschwungene Außenflächen, aber einen rechteckigen Innenraum mit 250 Sitzplätzen. Das Dach steigt von der Eingangsseite im Norden, wo es von Säulen abgestützt wird, nach Süden schräg an. Auch die niedrige Kanzel ist halbrund in Beton ausgeführt. Der Spieltisch des Organisten steht ebenerdig an der Westseite. Die Akustik des Raumes gilt als ausgezeichnet. Das moderne Altarbild wurde 1986 durch Veslemøy Nystedt Stoltenberg (* 1944) ausgeführt.
Natürliches Licht erhält die Kirche vom großzügig verglasten Eingang und einem schmalen Fensterband im Norden. Der Altar wird zusätzlich von einem senkrechten Fensterband an der Südostecke erhellt.
Der freistehende Glockenturm neben den Eingang ist kaum höher als die Kirche. Der Grund für die niedrige Ausführung des gesamten Gebäudes war die Nähe zum ehemaligen Hauptflughafen Oslos auf der benachbarten Halbinsel Fornebu.

## Kulturdenkmal
Die Kirche ist seit 2001 ein unter der Nummer 85504 im Riksantikvaren gelistetes Kulturdenkmal.